# Põltsamaa (Landgemeinde)
Põltsamaa ist eine estnische Landgemeinde im Kreis Jõgeva mit einer Fläche von 416,9 km². Sie hat 4441 Einwohner (Stand: 1. Januar 2010).

## Geografie
Die Landgemeinde umgibt die gleichnamige Stadt Põltsamaa.

## Gliederung
Die Landgemeinde Põltsamaa umfasst die Dörfer Adavere, Alastvere, Annikvere, Esku, Kaavere, Kablaküla, Kaliküla, Kalme, Kamari, Kuningamäe, Lebavere, Lustivere, Mõhküla, Mällikvere, Neanurme, Nõmavere, Pauastvere, Pilu, Pudivere, Puduküla, Puiatu, Rõstla, Räsna, Sulustvere, Tõrenurme, Umbusi, Vitsjärve, Võhmanõmme, Võisiku und Väike-Kamari. Der Verwaltungssitz befindet sich in der Stadt Põltsamaa (deutsch: Oberpahlen).

## Kultur und Sehenswürdigkeiten
Besonders sehenswert sind die Gutshäuser von Adavere (errichtet 1893, heute Schule und Bibliothek), Lustivere (errichtet im neogotischen Stil) und Võisiku (heute Pflegeheim). Eigentümer von Võisiku war der Deutsch-Balte Timotheus Eberhard von Bock, die Hauptfigur in Jaan Kross’ historischem Roman Der Verrückte des Zaren.